# Labyrinthe (anatomie)
Pour les articles homonymes, voir Labyrinthe (homonymie).

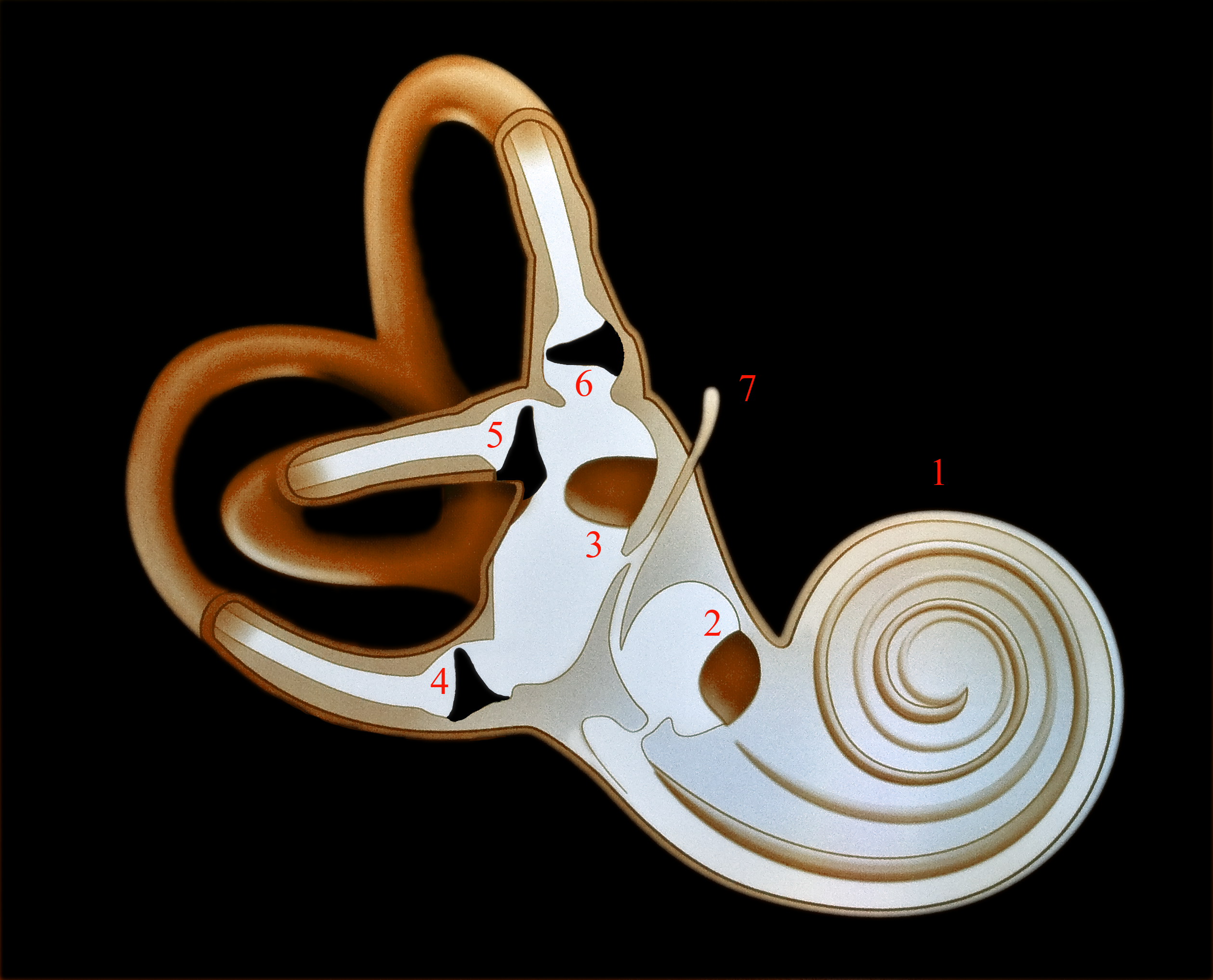
Labyrinthe osseux

En anatomie, le labyrinthe désigne la cavité située dans le rocher de l'os temporal.
Le labyrinthe osseux contient, baignant dans la périlymphe, le labyrinthe membraneux. Celui-ci regroupe l'ensemble des structures de l'oreille interne, c'est-à-dire :
- l'organe de l'équilibre constitué par les trois canaux semi-circulaires, et le vestibule contenant l'utricule et le saccule.
- la cochlée, organe de l'audition.
- L’aqueduc du vestibule qui contient le canal endolymphatique qui s’ouvre à la face endocrânienne du rocher dans le sac endolymphatique.